# Onchocalanus hirtipes
Onchocalanus hirtipes is een eenoogkreeftjessoort uit de familie van de Phaennidae. De wetenschappelijke naam van de soort werd in 1905 voor het eerst geldig gepubliceerd door Georg Ossian Sars.